# Baie du Français
La baie du Français (in italiano la Baia del Francese) è un golfo, situato a nord-ovest dell'isola di Grande Terre, facente parte dell'arcipelago delle Isole Kerguelen, parte delle Terre Australi e Antartiche Francesi, nell'Oceano Indiano. 

## Geografia
Orientata, principalmente, sull'asse sud-nord, la baia separa la penisola de la Société de géographie (a ovest), dall'île Foch (a est). La baia è prolungamento naturale della baie de Londres, a nord, aperta verso il Golfo Choiseul e l'oceano, davanti all'île Saint-Lanne Gramont. Lunga circa 16,5 km, per una superficie totale di 47,5 km, incluse le baie e anse annesse, si prolunga verso sud-est, verso lo stretto Tucker, che da sulla grande baie Rhodes.
La baia è divisa da alcune sezioni, da nord a sud, Port Cenis e Anse Joly. 

## Toponimo
Denominata inizialmente come Baie de l'Illustration. Il nome era stato imposto da Raymond Rallier du Baty, nel corso della sua spedizione del 1908, per omaggiare il giornale L'Illustration, per il sostegno avuto. Il nome attuale le venne dato nel 1967, dalla Commissione per la toponomastica delle Isole Kerguelen, in onore della goletta Le Français, di Jean-Baptiste Charcot, a bordo della quale  Rallier du Baty era marinaio, nella spedizione del 1903-19053.